# Rachel Steer
Rachel Steer (* 25. Januar 1978 in Anchorage) ist eine ehemalige US-amerikanische Biathletin.
Rachel Steer ist die erfolgreichste US-amerikanische Biathletin der 2000er Jahre. Sie betreibt den Sport seit 1992. Die Studentin lebt in Anchorage. Ihr Weltcup-Debüt gab sie 1997 beim vorolympischen Rennen in Nagano. Dort wurde sie 63. in einem Einzel. 1998 startete sie bei den Juniorenweltmeisterschaften in Jericho. Beste Platzierung war ein zehnter Platz im Einzel. In Pokljuka  startete sie im selben Jahr erstmals bei einer Weltmeisterschaft und erreichte einen 25. Platz in der Verfolgung. Gleichzeitig gewann sie ihre ersten Weltcuppunkte. In ihrer US-amerikanischen Heimat nahm sie 2002 in Salt Lake City erstmals an Olympischen Winterspielen teil. Beste Platzierung war ein 31. Platz im Einzel.
2004 konnte Steer in Lake Placid in einem Verfolgungsrennen ihr bestes Ergebnis, einen 12. Rang erreichen. In der folgenden Saison konnte sie diese Platzierung in einem Massenstartrennen nochmals wiederholen. Sowohl die Saison 2003/04 als auch 2004/05 beendete sie in der Gesamtwertung auf dem 36. Platz. 2005 gewann sie in Obertilliach zudem ein Sprintrennen im Europacup. 2006 startete Steer nochmals bei den Olympischen Winterspielen in Turin und erreichte als beste Platzierung einen 35. Platz im Sprint.

## Biathlon-Weltcup-Platzierungen
Die Tabelle zeigt alle Platzierungen (je nach Austragungsjahr einschließlich Olympische Spiele und Weltmeisterschaften).
- 1.–3. Platz: Anzahl der Podiumsplatzierungen
- Top 10: Anzahl der Platzierungen unter den ersten zehn (einschließlich Podium)
- Punkteränge: Anzahl der Platzierungen innerhalb der Punkteränge (einschließlich Podium und Top 10)
- Starts: Anzahl gelaufener Rennen in der jeweiligen Disziplin
- Staffel: inklusive Mixed- und Single-Mixed-Staffeln

| Platzierung | Einzel | Sprint | Verfolgung | Massenstart | Staffel | Gesamt |
| ----------- | ------ | ------ | ---------- | ----------- | ------- | ------ |
| 1. Platz    |        |        |            |             |         |        |
| 2. Platz    |        |        |            |             |         |        |
| 3. Platz    |        |        |            |             |         |        |
| Top 10      |        |        |            |             | 1       | 1      |
| Punkteränge | 4      | 12     | 12         | 4           | 12      | 44     |
| Starts      | 24     | 57     | 37         | 4           | 16      | 138    |